# Výbory pro obranu a bezpečnost Poslanecké sněmovny Parlamentu České republiky
Výbory pro obranu a bezpečnost Poslanecké sněmovny Parlamentu ČR jsou výbory, které si může Poslanecká sněmovna zřídit. Do roku 2006 existoval společný Výbor pro obranu a bezpečnost (resp. Branný a bezpečnostní výbor), poté byl rozdělen na dva samostatné výbory: Výbor pro obranu a Výbor pro bezpečnost. V roce 2010 byly načas opět sloučeny, ale o rok a půl později opět rozděleny.
V devátem volebním období Poslanecké sněmovny (2021–2025) vede výbor pro obranu Lubomír Metnar (ANO) a výbor pro bezpečnost Pavel Žáček (ODS).

## Předsedové výborů

### Výbor pro obranu a bezpečnost
| Předseda         | Strana | Strana | Doba vykonávání úřadu | Foto |
| ---------------- | ------ | ------ | --------------------- | ---- |
| Vladimír Šuman   |        | ODA    | 1992–1996             |      |
| Petr Nečas       |        | ODS    | 1996–2002             |      |
| Jan Vidím        |        | ODS    | 2002–2006             |      |
| František Bublan |        | ČSSD   | 2010–2011             |      |

### Výbor pro obranu
| Předseda         | Strana | Strana | Doba vykonávání úřadu               | Foto |
| ---------------- | ------ | ------ | ----------------------------------- | ---- |
| Jan Vidím        |        | ODS    | 2006–2010                           |      |
| Jan Vidím        |        | ODS    | 2011–2013                           |      |
| David Kádner     |        | Úsvit  | 2013–2017                           |      |
| Jana Černochová  |        | ODS    | 2017–2021                           |      |
| Miloslav Janulík |        | ANO    | 25. listopadu 2021 – 26. ledna 2022 |      |
| Lubomír Metnar   |        | ANO    | 28. ledna 2022 – dosud              |      |

### Výbor pro bezpečnost
| Předseda         | Strana | Strana              | Doba vykonávání úřadu | Foto |
| ---------------- | ------ | ------------------- | --------------------- | ---- |
| František Bublan |        | ČSSD                | 2006–2010             |      |
| Radek John       |        | VV                  | 2011–2012             |      |
| Zdeněk Bezecný   |        | TOP 09 a Starostové | 2012–2013             |      |
| Roman Váňa       |        | ČSSD                | 2013–2017             |      |
| Radek Koten      |        | SPD                 | 2017–2021             |      |
| Pavel Žáček      |        | ODS                 | 2021–2025             |      |

## Místopředsedové výborů

### Výbor pro obranu (28. 11. 2017 – 21.10.2021)
- RSDr. Alexander Černý
- Jaroslav Foldyna
- Ing. Josef Hájek
- Jan Lipavský
- Ing. Radovan Vích

### Výbor pro bezpečnost (28. 11. 2017 – 21.10.2021)
- Milan Chovanec
- Lukáš Kolářík
- MUDr. Jiří Mašek
- JUDr. PhDr. Zdeněk Ondráček, Ph.D.
- PhDr. Pavel Žáček, Ph.D.

### Výbor pro obranu (27. 11. 2013 – 26. 10. 2017)
- RSDr. Alexander Černý
- Karel Černý
- PhDr. Ivan Gabal
- Ing. Bohuslav Chalupa
- Ing. Antonín Seďa

### Výbor pro bezpečnost (27. 11. 2013 – 26. 10. 2017)
- JUDr. Zuzka Bebarová-Rujbrová
- Mgr. Zdeněk Bezecný, Ph.D.
- Richard Dolejš
- PhDr. Daniel Korte
- Ing. Bronislav Schwarz
- Josef Zahradníček

### Výbor pro obranu (13. 12. 2011 – 28. 8. 2013)
- Ing. Ludmila Bubeníková
- Mgr. Jana Černochová
- RSDr. Alexander Černý
- Mgr. Václav Horáček
- JUDr. Petr Hulinský, Ph.D.
- Ing. Václav Klučka

### Výbor pro bezpečnost (13. 12. 2011 – 28. 8. 2013)
- Mgr. Zdeněk Bezecný, Ph.D.
- David Kádner
- PhDr. Daniel Korte
- Mgr. Ing. Ivana Řápková
- Ing. Roman Váňa

### Výbor pro obranu a bezpečnost (24. 6. 2010 – 6. 12. 2011)
- Mgr. Zdeněk Bezecný, Ph.D.
- Mgr. Jana Černochová
- RSDr. Alexander Černý
- JUDr. Petr Hulinský, Ph.D.
- Ing. Viktor Paggio
- Mgr. Jan Vidím

### Výbor pro obranu (12. 9. 2006 – 3. 6. 2010)
- RSDr. Alexander Černý
- Ing. Michael Hrbata
- JUDr. Vlasta Parkanová
- Ing. Antonín Seďa
- Ing. Miroslav Svoboda

### Výbor pro bezpečnost (12. 9. 2006 – 3. 6. 2010)
- Mgr. Zdeněk Boháč
- Richard Dolejš
- JUDr. Michal Hašek
- Tomáš Kladívko
- Ing. Jan Klas
- Zdeněk Maršíček
- Bc. Pavel Severa

### Výbor pro obranu a bezpečnost (16. 7. 2002 – 15. 6. 2006)
- Václav Frank
- JUDr. Petr Ibl
- Tomáš Kladívko
- JUDr. Vlasta Parkanová
- Bc. Pavel Severa
- doc. Ing. Miloš Titz, CSc.

### Výbor pro obranu a bezpečnost (22. 7. 1998 – 20. 6. 2002)
- Petr Koháček
- Bc. Pavel Severa
- doc. Ing. Miloš Titz, CSc.
- Jan Žižka

### Výbor pro obranu a bezpečnost (2. 7. 1996 – 19. 6. 1998)
- Jaroslav Bašta
- Ing. Jan Klas
- Bc. Pavel Severa
- doc. Ing. Miloš Titz, CSc.

### Branný a bezpečnostní výbor (6. 6. 1992 – 6. 6. 1996)
- Tomáš Fejfar
- Ing. Mgr. Oldřich Kužílek
- Bc. Pavel Severa